# Filippino Lippi
Filippino Lippi (Prato, 1457 – Florença, 18 de abril de 1504), artista italiano, filho do famoso pintor renascentista Fra Filippo Lippi.  Seu estilo agitado é um prenúncio do Maneirismo. Em seus primeiros trabalhos se aproxima à obra de Sandro Botticelli,  com quem estudou em Florença, aprendendo a combinar graça, agilidade e liberdade, tanto do estilo do mestre como do seu pai.
Seu amadurecimento começa a se revelar com A aparição da Virgem a São Bernardo (1486-circa), onde demonstra esforço e tensão mediante cores escuras, fortes contrastes de luz e linhas mais quebradas.
Os últimos trabalhos de Filippino culminaram com os magníficos afrescos da Capela Strozzi (1497-1502-circa). Ilustrando a vida de São João Evangelista e de São Felipe, estes afrescos representam um mundo antigo, revestido de detalhes arqueológicos e estranhas perspectivas arquitetônicas, dentro do qual se encenam os dramáticos, cruéis e duros episódios da vida de ambos os santos, prefigurando, como já mencionado, o estilo maneirista italiano.

## Galeria

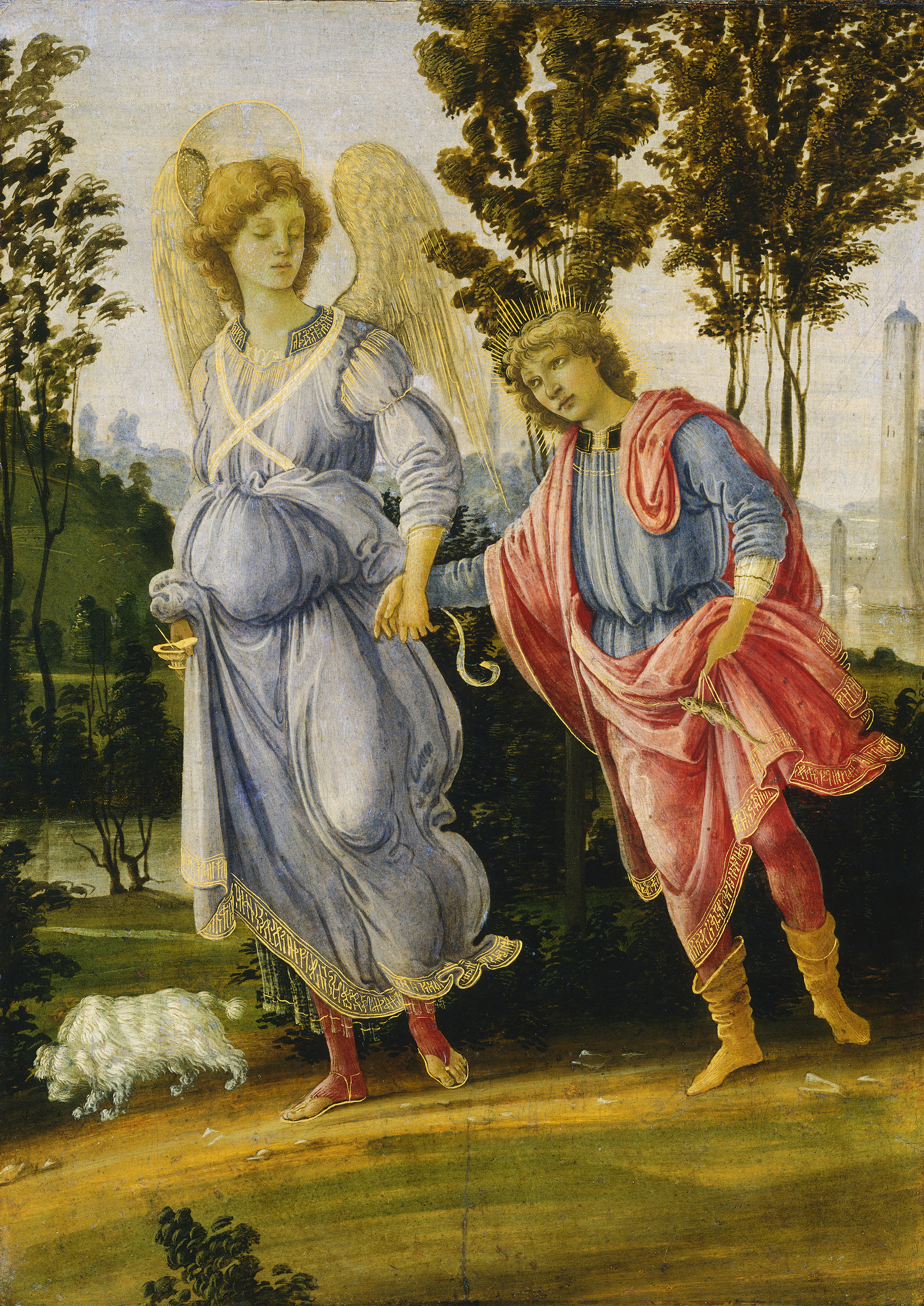
Tobias e o Anjo
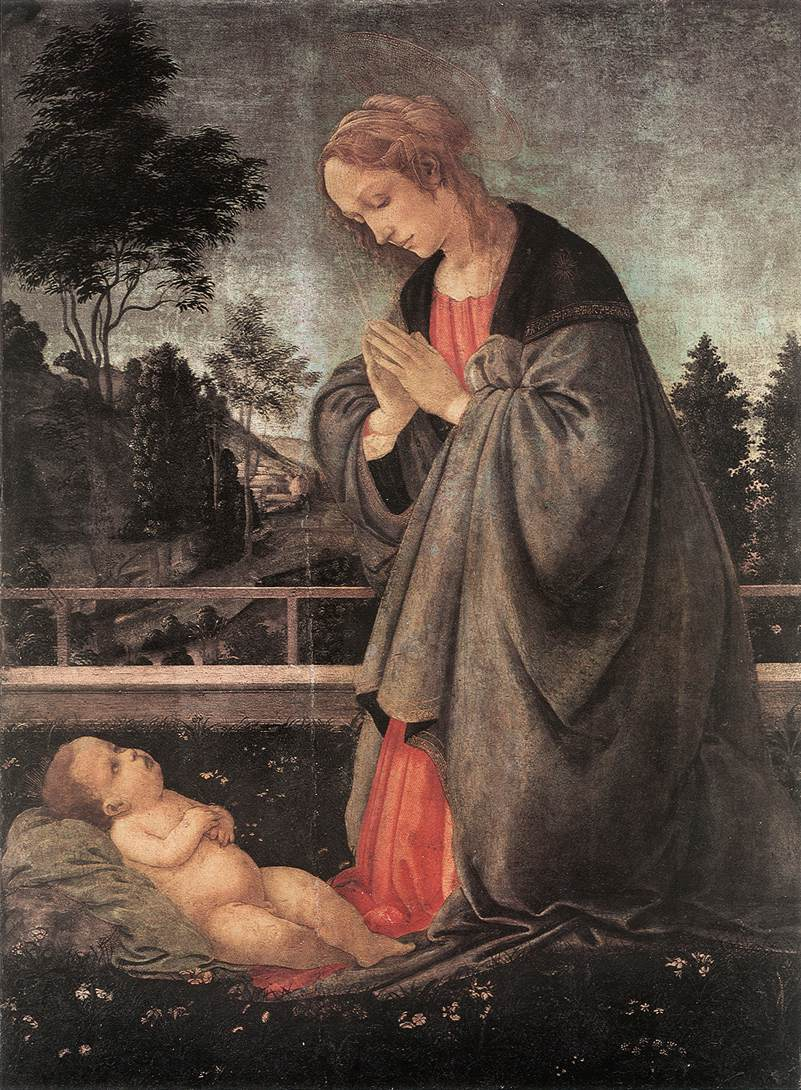
Adoração do Menino, Galeria Uffizi, Florença